# エアライズタワー
エアライズタワーは、東京都豊島区に所在する42階建ての超高層マンション。ライズシティ池袋の南側住宅棟である。

## 概要
計画地周辺にはサンシャインシティを始め、様々な業務・商業施設が立地していたが、小規模な民家などが密集し、道路も狭く防災上の問題も指摘されていた。このため都や区の副都心整備計画に則り、「東池袋四丁目地区第一種市街地再開発事業」（街区名称ライズシティ池袋）の施行によって再開発され、住宅棟であるエアライズタワーと業務棟であるライズアリーナビル（地下2階地上15階）が整備された。
エアライズタワーは、建物の軸がほぼ真南を向いたL字型平面をもち、L字型により全住戸が南東もしくは南面に主採光面をもつ全戸南向き住戸となり、SI対応されている。共用施設は3階にシアタールーム、ゲストルームや集会室、エレベーター乗り換え階である26階に展望ラウンジなどを設けた。1階のメーンエントランスのほか、地下1、2階にもエントランスを備え、車での外出の際も雨を気にしなくてすむようにしている。
別棟であるライズアリーナビルとは地下で一体となっており、地下には店舗に囲まれた都市計画で定められた公共空間である1,200㎡におよぶサンクンガーデンを中心に有楽町線東池袋駅とサンシャインシティまでがアウルタワーを介し、「東池袋地下通路」で結ばれている。

## 沿革
- 1988年（昭和63年）7月 - 再開発協議会を発足。
- 1989年（平成元年）10月 - 再開発準備組合を設立。
- 1994年（平成6年）11月 - 市街地再開発組合を設立。
- 2001年（平成13年）5月 - 都市計画変更。
- 2002年（平成14年）11月 - 権利変換計画認可。
- 2004年（平成16年）2月 - 施設建築物工事着工。
- 2007年（平成19年）1月 - 竣工。
- 2008年（平成20年）1月 - 組合解散。

## 店舗
- マルエツプチ東池袋駅前店（地下1階）
- ココカラファイン東池袋店（地下1階）

など

## 周辺
- 雑司ヶ谷霊園
- 東京福祉大学池袋キャンパス
- としまエコミューゼタウン（豊島区役所・ブリリアタワー池袋）